# Non amarmi
Non amarmi è un brano di Aleandro Baldi, Giancarlo Bigazzi e Marco Falagiani, originariamente eseguito nel 1992 in duetto da Aleandro Baldi e Francesca Alotta e vincitore del Festival di Sanremo 1992 nella categoria Novità. Nel 1999 il brano è stato rilanciato in spagnolo da Jennifer Lopez e Marc Anthony per l'album di debutto della Lopez.

## Versione Baldi/Alotta
Non amarmi è un brano di Aleandro Baldi, Giancarlo Bigazzi e Marco Falagiani, eseguito da Baldi in duetto con la cantante Francesca Alotta. Il brano partecipa al Festival di Sanremo 1992, vincendo nella sezione Novità. In seguito la canzone verrà inserita nell'album di Baldi Il sole e nell'album d'esordio della Alotta intitolato Francesca Alotta.
Il testo, fortemente autobiografico, racconta la storia d'amore di un uomo non vedente (Aleandro Baldi è cieco dalla nascita), comprensibilmente impaurito di poter essere amato solo per compassione, o come suggerisce il testo della canzone "per il gusto di qualcosa di diverso". Il titolo viene ripetuto alla fine del brano da alcuni coristi.
Il brano è entrato nella classifica dei singoli più venduti in Italia il 29 febbraio 1992, arrivando in vetta l'11 aprile, rimanendo nella top ten per 12 settimane, ed uscendone definitivamente solo a luglio.

### Classifiche settimanali
| Classifica (1992) | Posizione massima |
| ----------------- | ----------------- |
| Europa            | 71                |
| Italia            | 1                 |

## Versione Lopez/Anthony
No me ames è una cover del brano Non amarmi, e rappresenta il secondo singolo estratto dall'album di debutto di Jennifer Lopez On the 6 del 1999, in cui la cantante duetta con Marc Anthony. La Lopez e Marc Anthony si sposeranno diversi anni dopo l'incisione di questo brano. Il testo in spagnolo, molto fedele all'originale, è stato scritto da Ignacio Ballesteros.
Il singolo ha avuto una diffusione molto limitata, riuscendo ad entrare in classifica solo in alcuni paesi del Sud America. Tuttavia ha ricevuto una nomination ai Latin Grammy Award come "miglior performance di un gruppo o duo".
Nel 2012 il cantante Al Bano include questa versione spagnola nel suo CD Canta Italia presentato in Spagna.

### Remix ufficiali
- No Me Ames (Pablo Flores Club Mix) (duet with Marc Anthony)
- No Me Ames (Pablo Flores Radio Edit) (duet with Marc Anthony)
- No Me Ames (Salsa version) (duet with Marc Anthony)

### Posizioni raggiunte in classifica
| Classifica (1999)           | Posizione massima |
| --------------------------- | ----------------- |
| Costa Rica                  | 1                 |
| El Salvador                 | 1                 |
| Guatemala                   | 2                 |
| Honduras                    | 1                 |
| Nicaragua                   | 1                 |
| Panama                      | 1                 |
| Stati Uniti Hot Latin Songs | 1                 |